# Gülseren Demirel

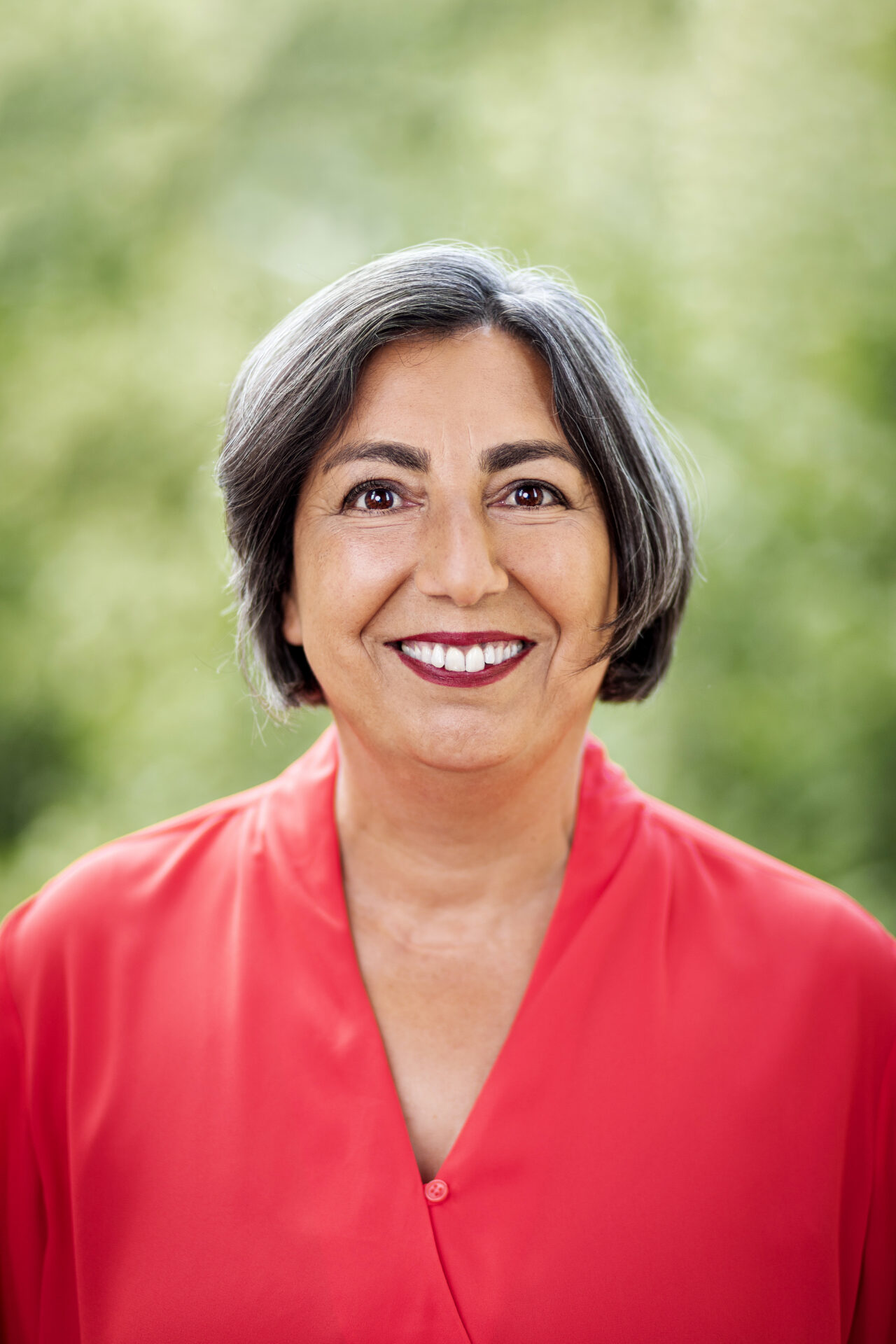
Gülseren Demirel

Gülseren Demirel (* 10. September 1964 in Malatya, Türkei) ist eine deutsche Politikerin (Bündnis 90/Die Grünen) und Sozialpädagogin kurdischer Abstammung und seit 2018 Abgeordnete des Bayerischen Landtags. Sie ist die direkt gewählte Landtagsabgeordnete des Stimmkreises München-Giesing. Demirel gehörte von 2008 bis 2018 dem Münchner Stadtrat an und war hier von 2012 bis 2018 Vorsitzende der Fraktion Die Grünen – rosa liste. 

## Leben
Gülseren Demirels Eltern waren Arbeiter. Sie wuchs als Kleinkind in der türkischen Provinz Malatya auf und kam mit ihren Eltern im Alter von sechs Jahren zum ersten Mal nach Deutschland. Hier wurde sie eingeschult, bevor sie 1977 für einige Zeit in die Türkei zurückkehrte. Noch vor dem türkischen Militärputsch kam sie 1979 erneut nach Deutschland und schloss 1981 in Gütersloh die Hauptschule ab.
Zu Beginn der 1990er Jahre ließ sie sich bei der Arbeiterwohlfahrt (AWO) in München zur Sozialbetreuerin ausbilden und arbeitete nach Abschluss der Ausbildung in verschiedenen sozialen Beratungs- und Betreuungsdiensten für Migranten. Zusätzlich engagierte sich Gülseren Demirel ehrenamtlich in verschiedenen Migrantengruppen und für deren Interessenvertretung. Parallel holte sie auf dem 2. Bildungsweg 2003 ihr Abitur nach. Sie studierte in Hamburg an der Ev. Hochschule für Soziale Arbeit & Diakonie und schloss 2008 mit dem Grad Diplom-Sozialpädagogin ab. Auch als Sozialpädagogin arbeitet Demirel weiter für die AWO in München.

## Privates
Gülseren Demirel ist verheiratet und hat eine Tochter (* 1987). Sie lebt in München.

## Politik
1995 wurde Gülseren Demirel Mitglied bei Bündnis 90/Die Grünen. Nach Ausübung verschiedener Parteiämter wurde sie 2008 für Die Grünen in den Münchner Stadtrat gewählt. Sie war Mitglied im Sozial-, Kreisverwaltungs- sowie im Kinder- und Jugendhilfeausschuss.
2017 gab sie bekannt, für den Bayerischen Landtag zu kandidieren. Sie wurde im Stimmkreis München-Giesing zur Direktkandidatin von Bündnis 90/Die Grünen und auf der Bezirksliste der oberbayerischen Grünen auf Platz 5 gewählt.
Bei der Landtagswahl 2018 in Bayern konnte Gülseren Demirel das Direktmandat im Stimmkreis München-Giesing mit einer deutlichen Mehrheit von 31,7 % für sich entscheiden und ist seitdem Abgeordnete des Bayerischen Landtags in der Fraktion Bündnis 90/Die Grünen. In der 18. Wahlperiode war Demirel Mitglied im Ausschuss für Verfassung, Recht, Parlamentsfragen und Integration und übte zudem das Amt der Schriftführerin im Präsidium des Bayerischen Landtags aus. Zudem war sie Sprecherin für Integration, Asyl und Flucht ihrer Fraktion.
Zur Landtagswahl 2023 in Bayern zog sie erneut mit einem Direktmandat im Stimmkreis München-Giesing mit 32,6 % der Erststimmen in den Landtag. Sie ist in der 19. Wahlperiode des Landtags Vorsitzende des Ausschusses für Eingaben und Beschwerden sowie Mitglied im Ausschuss für Verfassung, Recht, Parlamentsfragen und Integration. Sie ist die integrationspolitische Sprecherin ihrer Fraktion.